# Сова-крикун
Сова-крикун (Asio clamator) — птах роду вухата сова родини совових, що зустрічається в Центральній та Південній Америці. Раніше були спроби помістити вид до роду ямайська сова (Pseudoscops) разом зі совою ямайською (Pseudoscops grammicus), або рідше до монотипного роду Rhinoptynx, але молекулярні дослідження свідчать про її безперечну належність до роду вухата сова (Asio).

## Опис
Сова-крикун — птах зростом 30-38 см і масою 320—556 г. Має великі пір'яні вушка, чітко виражений лицевий диск і темно-коричневі очі, а також строкате оперення, всіяне чорними вкрапленнями та смужками. Колір оперення варіюється від білого і кольору охри (груди, живіт і лицьовий диск) до темно-коричневого (спина, зовнішня сторона крил). Самки більші й важчі від самців.

## Галерея

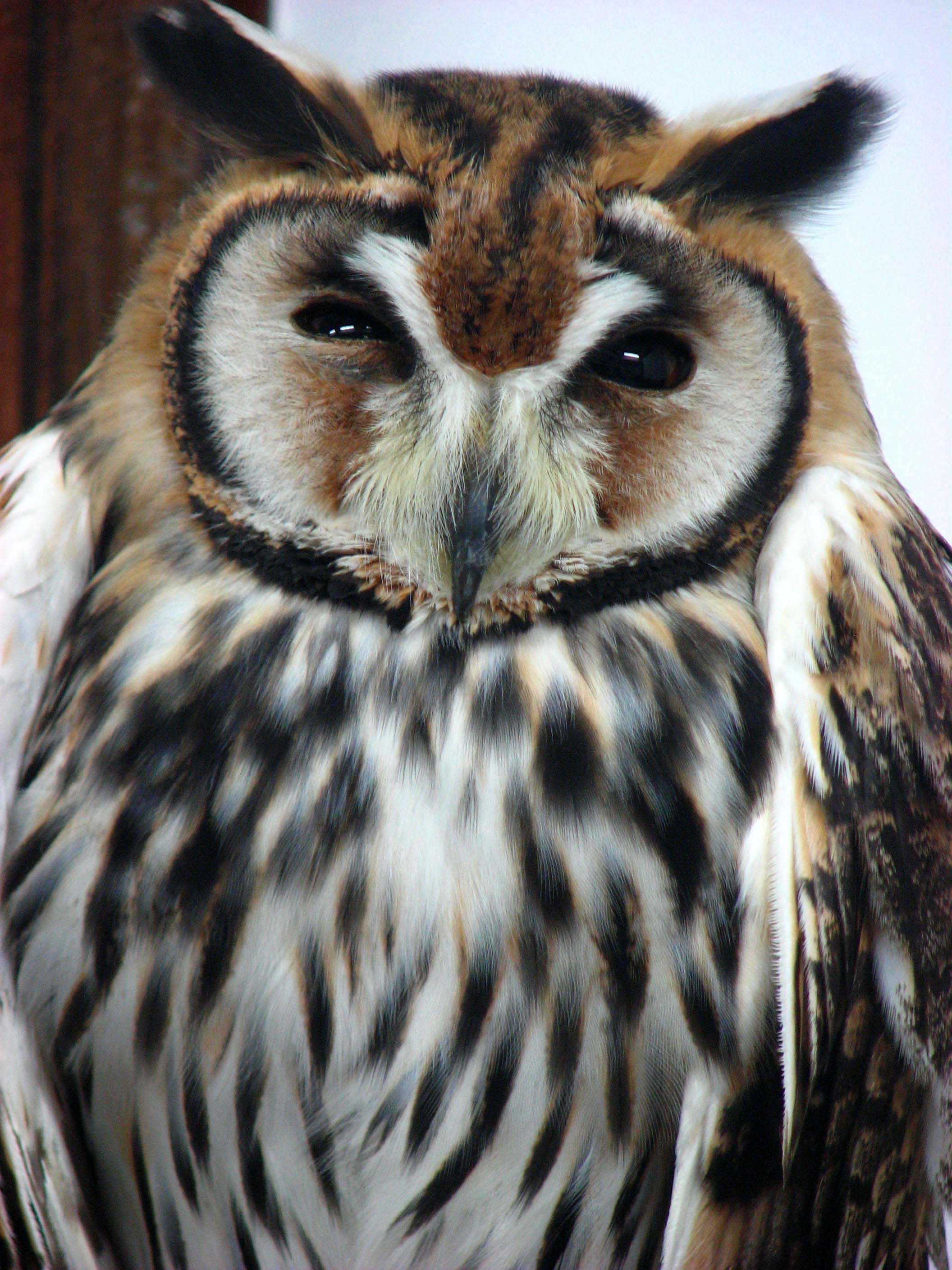
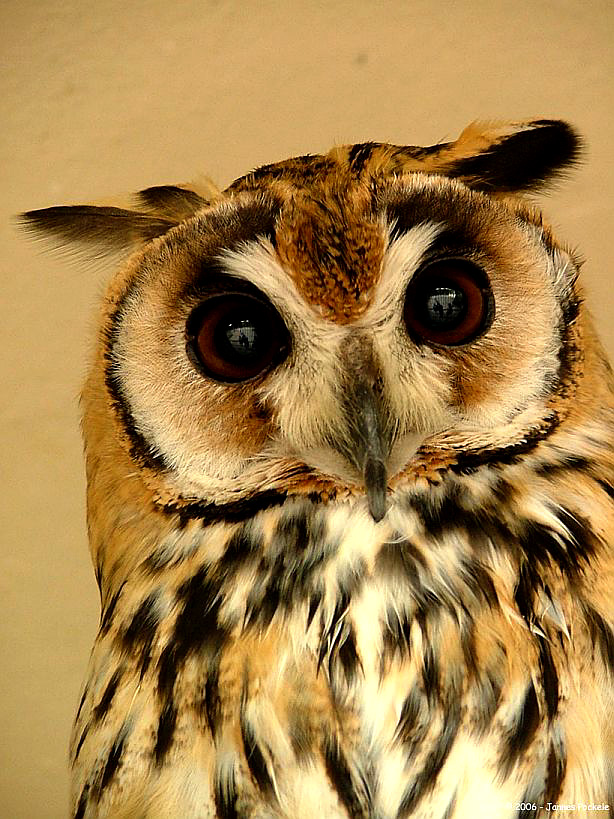
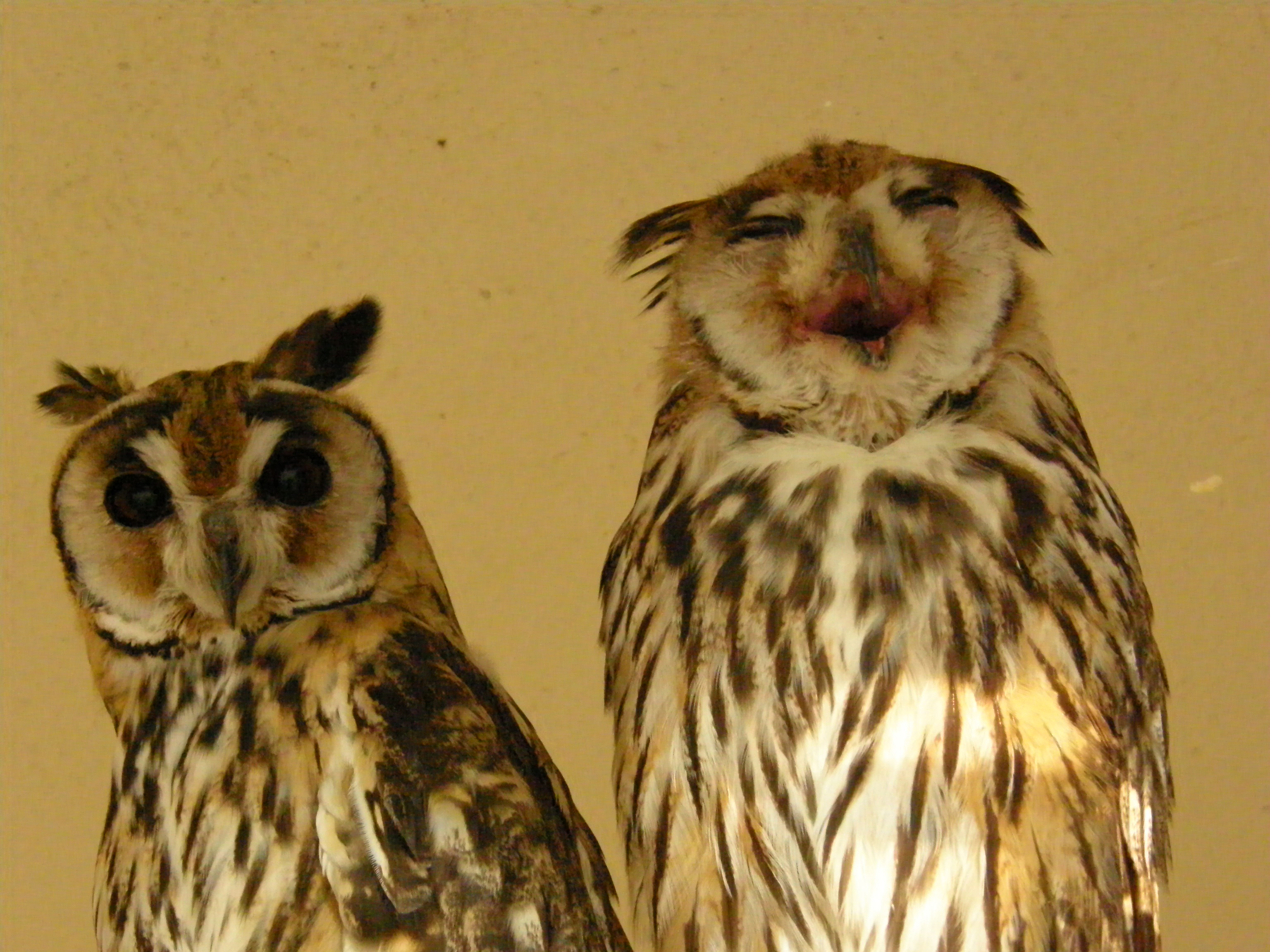

## Поширення та спосіб життя
Сова-крикун віддає перевагу відкритому та напіввідкритому простору, саванам із малою кількістю дерев, пасовищам, сільськогосподарським угіддям і навіть лісистій приміській території. Висотний діапазон досягає 1600 м. Зазвичай уникає густих лісів — тому її не можна зустріти в басейні річки Амазонки. Полює, як правило, вночі й в сутінках на дрібних ссавців, птахів і великих комах. Період розмноження сильно варіюється залежно від регіону. Самиця відкладає два або три яйця. Інкубаційний період триває 33 дні. Пташенята виростають до розмірів дорослої птиці протягом 37-46 днів, однак ще 130—140 днів залежать від батьків. Ареал простягається від південної Мексики до північної Аргентини.
Відомі чотири підвиди:
- Asio clamator forbesiis — від південної Мексики до Панами.
- Asio clamator clamator — Колумбія, Венесуела, східне Перу й північна та центральна Бразилія.
- Asio clamator oberi — Тринідад і Тобаго.
- Asio clamator midas — східна Болівія й Парагвай, південна Бразилія, Уругвай та північна Аргентина.